# Orsklobbs Fjärden
Orsklobbs Fjärden är en fjärd i Åland (Finland). Den ligger i den nordöstra delen av landskapet, 70 km nordost om huvudstaden Mariehamn.